# Valserina
Valserina es un género de foraminífero bentónico de la subfamilia Orbitolininae, de la familia Orbitolinidae, de la superfamilia Orbitolinoidea, del suborden Orbitolinina y del orden Loftusiida. Su especie tipo es Valserina broennimanni. Su rango cronoestratigráfico abarca el Barremiense medio (Cretácico inferior).

## Discusión
Clasificaciones previas incluían Valserina en el suborden Textulariina del orden Textulariida o en el orden Lituolida.

## Clasificación
Valserina incluye a las siguientes especies:
- Valserina broennimanni †
  - Valserina broennimanni primitiva †
- Valserina transiens †